# Схоутен, Ян Арнольдус
Схо́утен Ян Арно́льдус (нидерл. Schouten Jan Arnoldus; 1883—1971) — нидерландский математик, член Нидерландской королевской академии наук (1933).

## Биография
Родился 28 августа 1883 года в Амстердаме. В 1908 окончил Высшую техническую школу в Делфте, в 1914—43 годах — профессор этой школы. Основной область научных исследований — тензорная дифференциальная геометрия и её приложения. Автор работ по проблеме Пфаффа и релятивистской физике.
Умер 20 января 1971 года в Эпе.

## Труды
- Grundlagen der Vektor- und Affinoranalysis, Leipzig: Teubner, 1914.
- On the Determination of the Principle Laws of Statistical Astronomy, Amsterdam: Kirchner, 1918.
- Der Ricci-Kalkül, Berlijn: Julius Springer, 1924.
- Met van Kampen E. R., Zur Einbettungs- und Krümmungstheorie nichtholonomer Gebilde, Math. Ann. 103, 752–783 (1930). https://doi.org/10.1007/BF01455718.
- Einführung in die Neuen Methoden der Differentialgeometrie, 2 vols., Gröningen: Noordhoff,1935-8.
- Ricci Calculus 2d edition thoroughly revised and enlarged, New York: Springer-Verlag, 1954.
- Met W. Van der Kulk, Pfaff's Problem and Its Generalizations, New York: Chelsea Publishing Co., 1969.
- Tensor Analysis for Physicists 2d edn., New York: Dover Publications, 1989.
  - перевод: Схоутен Я. А. Тензорный анализ для физиков. — М.: Главная редакция физико-математической литературы изд-ва "Наука", 1965. — 456 с.